# Kammeon Holsey
Kammeon Holsey, né le 4 septembre 1990, à Milledgeville, en Géorgie, est un joueur américain de basket-ball. Il évolue au poste d'ailier.